# Jonathan Ñíguez
Jonathan Ñíguez Esclápez, meglio noto come Jony (Elche, 2 aprile 1985), è un calciatore spagnolo, centrocampista dell'AC Torrellano.

## Biografia
Jonathan Ñíguez proviene da una famiglia di calciatori: il padre José Antonio ha giocato come attaccante per l'Elche.
Ha due fratelli minori: Aarón, centrocampista con un passato nel Valencia, e Saúl, centrocampista dell'Atlético Madrid.